# ترایبکا

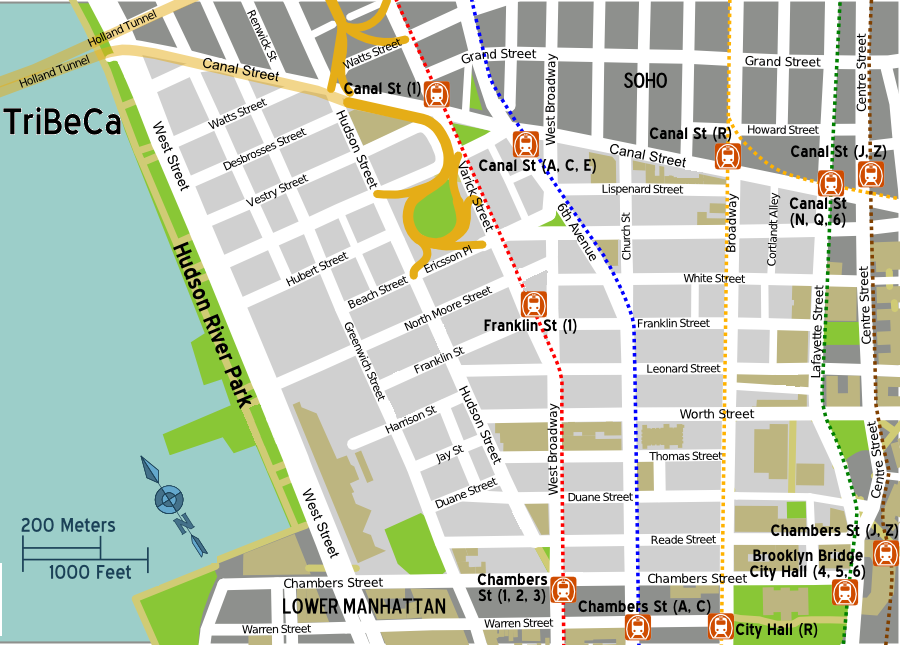
نقشه تریبکا

ترایبکا (به انگلیسی: TriBeCa) محله‌ای مرفه‌نشین در منهتن، شهر نیویورک است. نام آن مخفف از "Triangle Below Canal Street" است.
در همسایگی آن جشنواره فیلم ترایبکا برگزار می‌شود.

## افراد سرشناس
| - ادوارد آلبی - لوری اندرسون - پل بتانی - بیانسه - ادوارد برنز - ماریا کری - جنیفر کانلی - دنیل کریگ - بیلی کریستال - رابرت د نیرو - لئوناردو دی‌کاپریو - لنا دانهام - ماریسول اسکوبار - کینگز آو لئون - جیمز گاندولفینی (فوت‌شده) - سارا میشل گلر - هدر گراهام - ماریسکا هارگیتای - جاش هارتنت - پاز د لا ورتا - شانل ایمان - مایکل امپریولی - جی-زی - ریچارد جفرسون - اسکارلت جوهانسون - هاروی کایتل - کید کادی - کارلی کلاوس - کارولینا کورکووا - دیوید لترمن - آدریانا لیما | - جودی لونگ - آدریان لین - کریس مارتین - دنی مسترسون - شین مک‌ماهون - دبرا مسینگ - تیلور مومسن - گوئینت پالترو - امی پولر - دنیل ردکلیف - نورمن ریداس - لو رید (فوت‌شده) - کلی ریپا - نوریل روبینی - دیوید او. راسل - جیک شیرز - ام. نایت شیامالان - گری سینایس - جان استوارت (مجری تلویزیونی) - مایکل استایپ - دومینیک استروس-کان - مریل استریپ - تیلور سوئیفت - اوما تورمن - جاستین تیمبرلیک و جسیکا بیل - کیت وینسلت - دین وینترز |